# Albert Asche
Friedrich Wilhelm Albert Asche (* 11. Juni 1869 in Hannover; † 4. August 1958 ebenda) war ein deutscher Schulrektor, Heimatforscher, Kartograph und Fotograf.

## Leben
Friedrich Wilhelm Albert Asche wurde 1869 in der Bäckerstraße 10 in Hannover geboren als Sohn des Wilhelm Asche. Dieser hatte zur Zeit des Königreichs Hannover an der Schlacht bei Langensalza teilgenommen und war nach seiner Rückkehr ab 1866 zunächst eine Weile als Werkzeugschmied in der Werkzeugfabrik von Georg Egestorff tätig, bevor er dann 36 Jahre als Werkmeister bei dem Wasserhochbehälter auf dem Lindener Berg wirkte. Die Vorfahren Asches väterlicherseits waren jahrhundertelang im Calenberger Land als Bauern und Dorfschmiede in Seelze und Luthe ansässig.
Albert Asche besuchte zunächst die Bürgerschule II in Hannover, dann die Höhere Bürgerschule I am Clevertor. Nach seinem Schulabschluss ging er erst auf „die Präparande“, um dann drei Jahre das hannoversche Lehrerseminar zu besuchen. Anschließend arbeitete er ein Jahr als zweiter Lehrer, als „Junglehrer“ in Bodenfelde an der Weser tätig. und begann schon in dieser Zeit die Erforschung seiner Heimat. Seine Zeichnungen der „dringend nötigen Heimatkarten“ ergänzte er nach und nach durch eine heimatkundliche Schulsammlung und begann mit der Verbreitung der Kunde um die naheliegende Heimat in Wort und Schrift.
1891 wurde Asche zunächst an die Knabenbürgerschule I in Linden berufen durch den Lindener Bürgermeister und späteren Landeshauptmann Georg Lichtenberg.
Ab 1893 wirkte Asche in zahlreichen Fach- und Kulturvereinen wie etwa dem Heimatbund Niedersachsen. Er wirkte als Vorsitzender im Verein zur Förderung des Zeichenunterrichts, wurde in dem Gabelsberger Steonographenverein von 1863 zuletzt zum Ehrenmitglied ernannt.

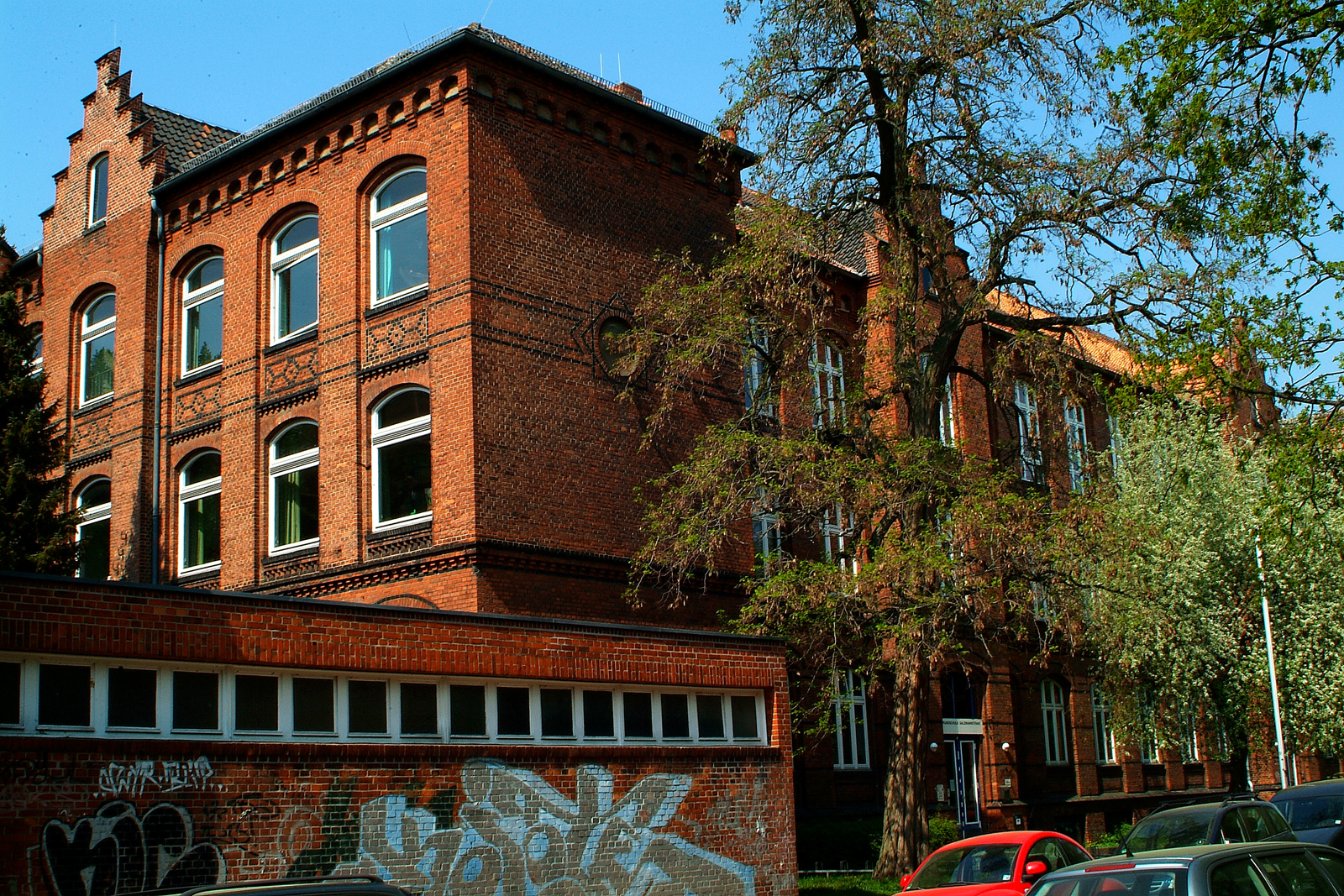
Die heute denkmalgeschützte Grundschule Salzmannstraße in Linden-Nord; von 1926 bis 1932 Arbeitsstätte des Rektors Asche

Seine 42 Jahre andauernde Schullaufbahn beschloss Asche zur Zeit der Weimarer Republik, in den Jahren von 1926 bis 1932 als Rektor an der Knabenschule in der Salzmannstraße.
In den 1920er Jahren wohnte der Lehrer Albert Asche, genau so wie der namensgleiche Architekt Albert Asche (1896–1966), laut dem Adressbuch für Hannover für das Jahr 1925 auf derselben Bel Etage in der Altenstraße 1 beziehungsweise dort im Parterre.
Asche wurde durch seine Forschungen und Publikationen rund um seine Heimat Hannover bekannt, insbesondere im Bereich der Kartographie und der Vermittlung der Heimatkunde. Für seine Verdienste wurde er
- zu seinem 80. Geburtstag von der Geographischen Gesellschaft zu Hannover mit der Verleihung der Hermann-Guthe-Medaille geehrt;[6]
- 1954 zu seinem 85. Geburtstag zum Ehrenmitglied des Heimatbundes Niedersachsen ernannt.[6]

## Werke (Auswahl)

### Schriften
- Hat ein freies Hannoverland Daseinsmöglichkeit und Daseinsberechtigung? Nach einem Vortrag, gehalten in der Politischen Gesellschaft zu Hannover, Broschur, 16 Seiten, Hannover: Deutsche Volkszeitung, [nach 1918]
- Theodor Schulze's Führer durch die Stadt Hannover, Hannover: Verlag Theodor Schulze's Buchhandlung, 1924
- Geschichte der St.-Martins-Kirche, in: Festschrift zum 200jährigen Jubiläum der St. Martins-Kirche in Hannover-Linden. 11. November 1928, mit Fotografien von Albert Asche und August Harre, Hannover-Linden: Wilhelm Karcher (Druck), [1928], S. 3–28

### Kartographische Zeichnungen
- Karte der Kreise Hannover und Linden. Gezeichnet von A. Asche, allgemeine topographische Karte, Farbdruck 26,5 × 22 cm, 1:150.000, Hannover; Leipzig: Hahn'sche Hofbuchdruckerei und Verlag, 1914
- Handkarte der Provinz Hannover und der angrenzenden Länderteile, 14. Auflage, 1:1.000.000, Hannover: Hahnsche Buchhandlung, [1932]
- Heimat-Atlas der Stadt Hannover und Umgegend. Bearbeitet und herausgegeben von A. Asche, 5., verbesserte Auflage, Hannover: Hahnsche Buchhandlung, [1933]